# North Queensland Ethnography
North Queensland Ethnography (Abk. NQE) sind eine australische Reihe von ethnographischen Bulletins, die in den Jahren 1901–1910 zunächst von der Regierung von Queensland (Queensland Government) in Brisbane als Parlamentsberichte und ab Band 9 vom Australian Museum veröffentlicht worden sind. Der Anthropologe Walter E. Roth (1861–1933) – der Northern Protector of Aboriginals, Queensland –, der sich bereits mit seinem 1897 herausgegebenen Buch Ethnological Studies Among North-West Central Queensland Aborigines einen Namen gemacht hatte, liefert in diesen Berichten „eine solche Fülle sorgfältigster Beobachtungen über die Eingeborenen des von ihm durchforschten Teiles von Queensland, wie sie in gleicher Exaktheit nur für wenige andere Teile des australischen Kontinents existieren“.
Die ersten drei Bulletins wurden 1901 von der Regierung von Queensland veröffentlicht, die folgenden fünf Bulletins zwischen 1902 und 1906. Das Australian Museum veröffentlichte die restlichen zehn Bulletins zwischen 1907 und 1910.
Beim Erscheinen dieser restlichen zehn Bulletins befand sich Roth bereits in British Guiana.

## Bände
- 1. String, and other forms of Strand Basketry, Woven-Bag and Net-work, 1901. Digitalisat
- 2. Structure of the Koko-Yimidir Language, 1901. Digitalisat
- 3. Food: its Search, Capture, and Preparation, 1901.
- 4. Games, Sports, and Amusements, 1902.
- 5. Superstition, Magic, and Medicine, 1903.
- 6. An elementary grammar of the Nggerikudi language. By the Rev. N. Hey,[4] Superintendent of the Presbyterian Mission, Mapoon, Batavia River, North Queensland, revised and edited by Walter E. Roth. 1903.
- 7. Domestic Implements, Arts, and Manufactures, 1904. Digitalisat
- 8. Notes on government, morals, and crime. 1905.
- 9. Burial Customs and the Disposal of the Dead, 1907.
- 10. Marriage Ceremonies and Infant Life, 1908.
- 11. Miscellaneous Papers, 1908.
- 12. Certain Initiation Ceremonies, 1909.
- 13. Fighting Weapons, 1908.
- 14. Transport and Trade, 1910. Digitalisat
- 15. Decoration, Deformation, and Clothing, 1910. Digitalisat
- 16. Huts and Shelters, 1910.
- 17. Postures and Abnormalities, 1910.
- 18. Social and Industrial Nomenclature, 1910. Digitalisat